# Street Spirit (Fade Out)
Street Spirit (Fade Out) (comunemente nota anche come Street Spirit) è un singolo della band inglese dei Radiohead. Si tratta dell'ultimo singolo tratto dall'album The Bends, secondo lavoro della band di Oxford. È anche l'ultima traccia dell'album.
Questo singolo è stato particolarmente acclamato per l'alta qualità (e la conseguente popolarità) delle sue B-sides. Talk Show Host, in particolare, è nota per la comparsa nella colonna sonora del film del 1996 di Baz Luhrmann Romeo + Giulietta di William Shakespeare.
Il cantante Thom Yorke ha dichiarato che il singolo è stato ispirato dal libro La via della fame dello scrittore nigeriano Ben Okri, e che la musica è stata concepita da Ed O'Brien e Jonny Greenwood.

## Tracce

### CD 1
1. Street Spirit (Fade Out)
2. Talk Show Host
3. Bishop's Robes

### CD 2
1. Street Spirit (Fade Out)
2. Banana Co.
3. Molasses

## Classifiche
| Classifica (1996) | Posizione massima |
| ----------------- | ----------------- |
| Canada            | 57                |
| Irlanda           | 25                |
| Paesi Bassi       | 26                |
| Regno Unito       | 5                 |